# Dynamisch stochastisch algemeen evenwichtsmodel
Dynamisch stochastisch algemeen evenwichtsmodellering (afgekort DSAE, in het Engels: DSGE) is een tak van toegepaste algemene evenwichtstheorie, die invloedrijk is in de hedendaagse macro-economie. De DSAE-methodologie probeert geaggeregeerde economische fenomenen, zoals economische groei, conjunctuurcycli, en de effecten van monetair- en fiscaal beleid te verklaren met behulp van macro-economisch modellen, die zijn gebaseerd op micro-economische principes. Een van de belangrijkste redenen waarom veel macro-economen de voorkeur geven aan modellen op micro-economische grondslagen is dat, in tegenstelling tot de meer traditionele macro-economische voorspellingsmodellen, op micro-economisch grondslagen gebaseerde modellen in principe niet kwetsbaar zijn voor de Lucas-kritiek. Aangezien de microgrondslagen zijn gebaseerd op de voorkeuren van de beslissers in het model, zijn DSAE-modellen een natuurlijke maatstaf voor het beoordelen van de welvaartseffecten van veranderingen in het beleid (voor een bespreking van deze beide punten zie Woodford, 2003, blz. 11-12 en Tovar, 2008, blz. 15-16).

## Structuur van DSAE-modellen
Net als andere algemeen evenwichtsmodellen, beschrijven DSAE-modellen het gedrag van de economie als een geheel door de interacties van vele micro-economische beslissingen te analyseren. De beslissingen die in de meeste DSAE-modellen worden beschouwd corresponderen met enkele van de belangrijkste grootheden, die in de macro-economie worden bestudeerd, zoals consumptie, besparingen, Investeringen en arbeidsaanbod en arbeidsvraag worden beschouwd. De beslissers in het model, die vaak 'agenten' worden genoemd, kunnen huishoudens, bedrijven, en eventueel anderen, zoals overheden of centrale banken zijn.
Verder zijn DSAE-modellen, zoals hun naam al aangeeft, dynamisch, in de zin van bestuderend hoe de economie evolueert in de tijd, en stochastisch, dat wil zeggen rekening houdend met het feit dat de economie wordt beïnvloed door willekeurige schokken zoals technologische veranderingen, schommelingen in de olieprijs of veranderingen in de macro-economische beleid. Dit in tegenstelling tot de statische modellen die worden bestudeerd in de walrasiaanse algemene evenwichtstheorie, toegepaste algemeen evenwichtsmodellen en sommige berekenbare algemene evenwichtsmodellen.
Voor een coherente beschrijving van de macro-economie, moeten DSAE-modellen de onderstaande economische 'ingrediënten' te beschrijven.
- Voorkeuren: de doelstellingen van de agenten in de economie moeten worden gespecificeerd. Van huishoudens wordt bijvoorbeeld aangenomen dat zij een nutsfunctie over consumptie en arbeidsinspanning willen maximaliseren. Van bedrijven kan worden aangenomen dat zij de winsten maximaliseren.

- Technologie: de productiecapaciteit van de agenten in de economie moeten worden gespecificeerd. Van bedrijven kan men bijvoorbeeld aannemen dat zij met een productiefunctie werken, waar de hoeveelheid geproduceerde goederen afhankelijk is van de ingezette hoeveelheid arbeid en kapitaal en andere inputs die in het productieproces wordt verbruikt. Technologische restricties op de besluiten van agenten kunnen bijvoorbeeld de kosten van de aanpassing van de hoeveelheid kapitaal, het aanpassen van de arbeidsverhoudingen, of de prijzen van hun producten zijn.

- Institutioneel raamwerk: de institutionele beperkingen waarbinnen de economische interacties zich afspelen moeten worden gespecificeerd. In veel DSAE-modellen betekent die niet veel meer dan dat de agenten moeten gehoorzamen aan een exogeen opgelegde budgetrestrictie, en dat van de prijzen wordt verondersteld dat zijn aanpassen tot er marktruiming plaatsvindt. Het kan echter ook betekenen dat de regels van het monetaire- en fiscale politiek expliciet worden gespecificeerd, of zelfs hoe beleidsregels en budgettaire resticties kunnen veranderen afhankelijk van een politiek proces.

## Voor- en nadelen van DSAE-modellen
Door het specificeren van voorkeuren (wat de agenten willen), technologie (wat de agenten kunnen produceren) en instituties (de manier waarop ze met elkaar interacteren), is het in principe mogelijk, hoewel in de praktijk heel uitdagend) om een DSAE-model op te lossen om te voorspellen wat er in werkelijkheid wordt geproduceerd, verhandeld en geconsumeerd, en hoe deze variabelen in de tijd evolueren in reactie op verschillende schokken. In principe is het ook mogelijk om voorspellingen te doen over de effecten van veranderingen in het institutionele kader.

### Afruil detaillering versus logische consistentie
Traditionele macro-econometrische voorspellingsmodellen die door de centrale banken sinds de jaren 1970 zijn ontwikkeld en die vandaag de dag nog vrij algemeen in gebruik zijn, schatten de dynamische correlaties tussen prijzen en hoeveelheden in verschillende sectoren van de economie. Deze modellen bevatten soms duizenden variabelen. Aangezien de DSAE-modellen vanuit de micro-economische grondslagen en met inachtneming van restricties op de besluitvorming zijn opgesteld, in plaats van alleen de geobserveerde correlaties als een gegeven te beschouwen, zijn zij technisch veel moeilijker op te lossen en te analyseren. Daarom abstraheren DSAE-modellen meestal van de vele sectorale details en omvatten zij ook veel minder variabelen: slechts een paar variabelen in theoretische DSAE-artikelen, of van de orde van grootte van zo'n honderd variabelen in experimentele DSAE-voorspellingsmodellen, die de laatste jaren worden gebouwd door de centrale banken. Wat de DSAE-modellen dus opgeven in sectorale details, proberen zij goed te maken in logische consistentie.

### Minder kwetsbaar voor de Lucas-kritiek
In tegenstelling daarmee is zo'n voorspelling door traditionele macro-economische voorspellingsmodellen, zoals Robert Lucas heeft opgemerkt, niet goed mogelijk, dit omdat deze modellen zich baseren op in het verleden waargenomen correlaties tussen macro-economische variabelen. Van deze correlaties kan worden verwacht dat zij veranderen, wanneer er nieuw beleid wordt geïntroduceerd. Naarmate de toekomst minder op het verleden lijkt zal de nauwkeurigheid van de voorspellingen van traditionele macro-economische voorspellingsmodellen (die zich immer op waarnemingen over correlaties tussen economische grootheden uit het verleden baseren) snel minder worden.

### Nieuw beleid gemakkelijker toetsbaar op Pareto-efficiëntie
Gezien de moeilijkheid om accurate DSAE-modellen te construeren, vertrouwen de meeste centrale banken voor korte termijn voorspellingen nog steeds op de traditionele macro-economische modellen. De effecten van alternatief beleid worden echter in toenemende mate bestudeerd met behulp van DSAE-methoden. Omdat DSAE-modellen zijn gebouwd op basis van aannames over de voorkeuren van agenten is het mogelijk om de vraagstelling te poneren of het te bestuderen beleid wel Pareto-optimaal is, of hoe goed het voldoet aan een bepaald criterium van maatschappelijk welzijn dat uit de voorkeuren kan worden afgeleid (Woodford, 2003, blz. 12).

## Twee scholen
Op dit moment komen de meeste DSAE-modellen van twee concurrerende scholen.
- Reële businesscycle (RBC) theorie bouwt voort op de neoklassieke groeimodellen, maar onder de veronderstelling van flexibele prijzen, om te bestuderen hoe reële schokken in de economie conjunctuurschommelingen veroorzaken. Het artikel van Kydland en Prescott (1982) wordt vaak beschouwd als het beginpunt van de RBC-theorie en van de DSAE-modellen in het algemeen.[2] Een overzichtsartikel over het RBC-standpunt vindt men in Cooley (1995).

- Nieuwkeynesiaanse DSGE-modellen worden op een structuur gebouwd die sterk lijkt op de RBC-modellen, maar zij gaan ervan uit dat prijzen worden bepaald door tot op zekere hoogte monopolistisch opererende ondernemingen. De prijzen kunnen niet ogenblikkelijk en kosteloos worden aangepast. Het artikel waar een dergelijk raamwerk voor het eerst werd geïntroduceerd was van Rotemberg en Woodford (1997). Inleidende en gevorderde tekstboek presentaties worden gegeven door Gali (2008) en Woodford (2003). Monetaire beleidsimplicaties worden onderzocht door Clarida, Gali en Gertler (1999).

## Voorbeeld
De Europese Centrale Bank (ECB) heeft een DSGE-model ontwikkeld, dat ook wel het Smets-Wouters-model wordt genoemd. Dit Smets-Wouters-model wordt gebruikt om de economie van de eurozone als geheel te analyseren (met andere woorden, het model analyseert de individuele Europese landen niet afzonderlijk). Het model is bedoeld als een alternatief voor de Area-Wide Model (AWM), een meer traditioneel empirisch voorspellingsmodel dat de ECB meerdere jaren heeft gebruikt. De ECB-webpagina die het Smets-Wouters-model beschrijft, bespreekt ook de voordelen van het bouwen van een DSGE-model in plaats van op meer traditionele methoden te vertrouwen.
De vergelijkingen in het Smets-Wouters-model beschrijven de keuzes van drie soorten beslissers: huishoudens, die gegeven een budgetrestrictie een optimale afweging maken tussen consumptie en gewerkte uren; bedrijven, die de in het productieproces ingezette arbeid en kapitaal optimaliseren; en de centrale bank, die het monetaire beleid controleert. De parameters in de vergelijkingen werden geschat met behulp van bayesiaanse statistische technieken, zodat het model bij benadering de dynamiek in de beweging van het bnp, consumptie, investeringen, prijzen, lonen, werkgelegenheid, en de rentevoeten in de Eurozone economie beschrijft. Om de trage aanpassing van sommige van deze variabelen te reproduceren bevat het model verschillende soorten fricties die de aanpassing aan schokken vertragen, met inbegrip van "kleverige" prijzen en lonen en aanpassingskosten in de ingezette investeringen.

## Bibliografíe
- Bank of England (2005), 'The Bank of England quarterly model': https://web.archive.org/web/20071005100959/http://www.bankofengland.co.uk/publications/other/beqm/index.htm (Zie speciaal hoofdstukken 1 en 3)
- Fabio Canova (2007), Methods for Applied Macroeconomic Research. Princeton University Press, ISBN 0-691-11504-4.
- Richard Clarida, Jordi Gali, en Mark Gertler (1999), 'The science of monetary policy: a New-Keynesian perspective.' Journal of Economic Literature 37, blz. 1661-707.
- Thomas Cooley, red., (1995), Frontiers of Business Cycle Research. Princeton University Press, ISBN 0-691-04323-X.
- DeJong, D. N. met C. Dave (2007), Structural Macroeconometrics. Princeton University Press, ISBN 0-691-12648-8.
- Galí, Jordi (2008), Monetary Policy, Inflation, and the Business Cycle. Princeton University Press, ISBN 978-0-691-13316-4.
- Narayana Kocherlakota (2010), 'Modern Macroeconomic Models as Tools for Economic Policy.' The Region, mei 2010.
- Finn Kydland and Edward Prescott (1982), 'Time to build and aggregate fluctuations.' Econometrica 50, blz. 1350-72.
- Robert E. Lucas, Jr. (1976), 'Econometric policy evaluation: a critique.' Carnegie-Rochester Conference Series on Public Policy' 1, blz. 19-46.
- Julio Rotemberg en Michael Woodford (1997), 'An optimization-based econometric framework for the evaluation of monetary policy.' NBER Macroeconomics Annual 12, blz. 297-346.
- Argia Sbordone, Andrea Tambalotti, Krishna Rao, en Kieran Walsh (2010), 'Policy analysis using DSGE models: an introduction'. Federal Reserve Bank of New York Economic Policy Review 16 (2).
- Camilo Tovar (2008), 'DSGE models and central banks', Bank for International Settlements working paper #258.
- Michael Woodford (2003), Interest and Prices: Foundations of a Theory of Monetary Policy. Princeton University Press, ISBN 0-691-01049-8.